# NGC 3062
NGC 3062 (również PGC 28699) – galaktyka spiralna (Sb), znajdująca się w gwiazdozbiorze Sekstantu. Odkrył ją Albert Marth 30 kwietnia 1864 roku.